# Ujście (Tatry)
Ujście lub Brama (słow. Ústie, Brána, ok. 920 m) – przełęcz w południowo-zachodnim grzbiecie Babek (Babky) w słowackich Tatrach Zachodnich. W grzbiecie tym kolejno wyróżnia się: Straż (Stráž), Rówień (Roveň, 1268 m), Grochowisko (Hrachovisko), przełęcz Ujście i Żarek (Žiarik, 944 m). Grzbiet ten oddziela Dolinę Halną (Hôľne) od Doliny Szankowej (Šanková dolina). Południowe stoki przełęczy Ujście opadają do łąki w Kotlinie Liptowskiej, północne do doliny Halnego Potoku w miejscu, gdzie wykonuje on ostry zakręt, opływając grzbiet Opalenicy (Opálenica). Przełęcz Ujście stanowi dogodne dojście do Doliny Halnej, bowiem jej dolna część zwana Studzienkami (Studienky) to ciasny, skalisty, wąski i trudny do przejścia kanion. Przez przełęcz tę prowadzi także dawna pasterska i nieznakowana ścieżka stokami Opalenicy do Doliny Guniowej (Huňová dolina), jest to jednak niedostępny dla turystów   obszar ochrony ścisłej Rezervácia Suchá dolina.